# Hrabia Oxford i Asquith

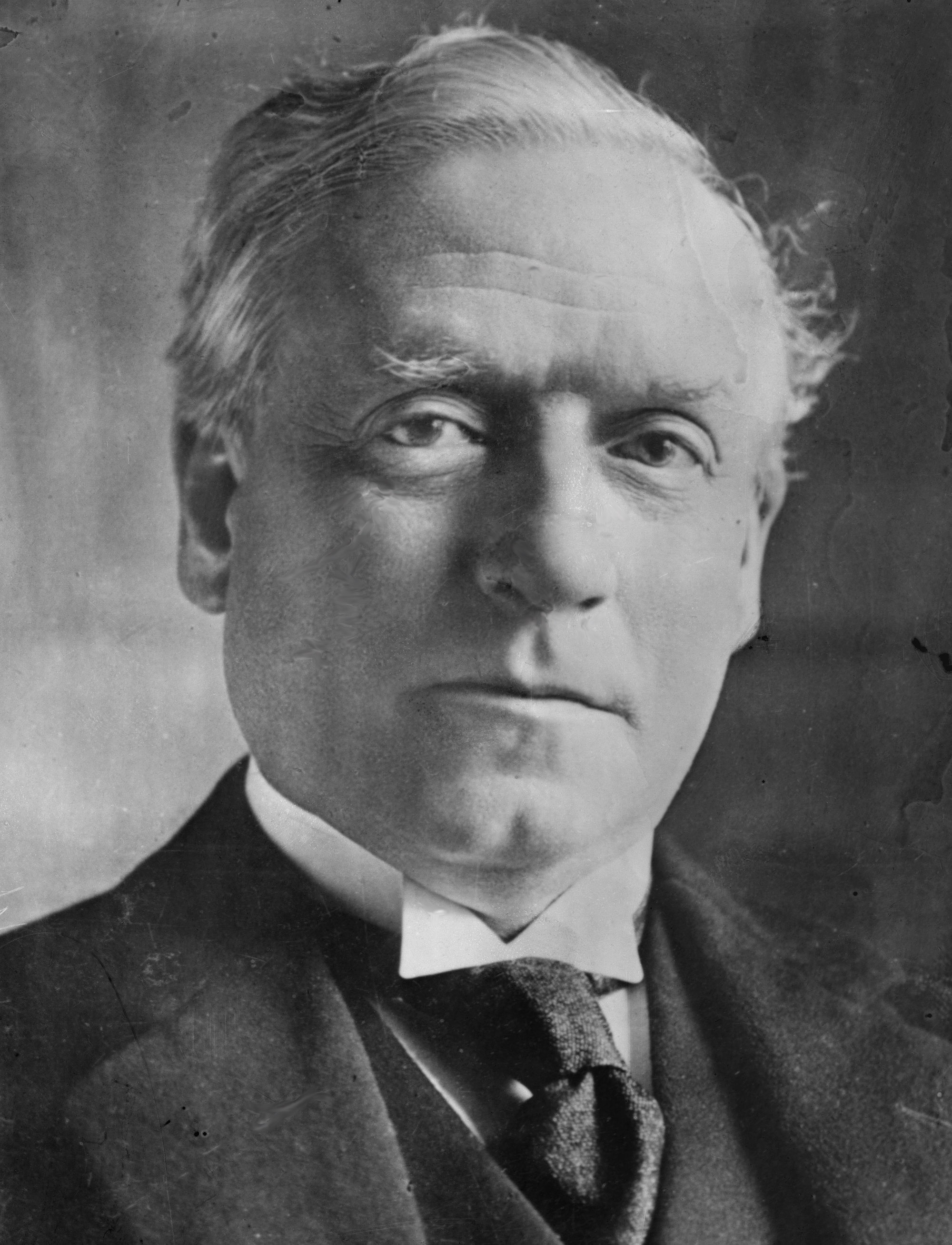
Herbert Henry Asquith

Hrabiowie Oxford i Asquith 1. kreacji (parostwo Zjednoczonego Królestwa)
- dodatkowy tytuł: wicehrabia Asquith
- 1925–1926: Herbert Henry Asquith, 1. hrabia Oxford i Asquith
- 1926 -: Julian Edward George Asquith, 2. hrabia Oxford i Asquith

Najstarszy syn 2. hrabiego Oxford i Asquith: Raymond Benedict Bartholomew Michael Asquith, wicehrabia Asquith
Najstarszy syn wicehrabiego Asquith: Mark Julian Asquith